# 5541 Seimei
5541 Seimei eller 1976 UH16 är en asteroid i huvudbältet som upptäcktes den 22 oktober 1976 av de båda japanska astronomerna Hiroki Kōsai och Kiichirō Furukawa vid Kiso-observatoriet i Japan. Den är uppkallad efter japanen Abe no Seimei.
Asteroiden har en diameter på ungefär 13 kilometer.